# Iron megye (Missouri)
Iron megye az Amerikai Egyesült Államokban, azon belül Missouri államban található. Megyeszékhelye és legnagyobb városa Ironton. Lakosainak száma 9537 fő (2020. április 1.). Iron megye Saint Francois, Reynolds, Washington, Crawford, Dent, Madison és Wayne megyékkel határos.

## Népesség
A megye népességének változása:
| Lakosok száma | 10 594 | 10 467 | 10 405 | 10 344 | 10 125 | 9537 |
|               | 2010   | 2011   | 2012   | 2013   | 2015   | 2020 |